# Arrecife Alacranes
Het Arrecife Alacranes (Spaans voor "schorpioenenrif") is een atol in de Golf van Mexico, ongeveer 125 kilometer uit de kust van Yucatán.
Het atol bestaat uit vijf eilanden: Pérez, Desertora, Pájaros, Chica en Desterrada. Op Pérez is in 1900 een vuurtoren gebouwd, geschonken door Victoria van het Verenigd Koninkrijk. De eilanden bieden zo nu en dan onderdak aan vissers en er is ook een kleine basis van de Mexicaanse marine gevestigd.
De eilanden behoren tot de gemeente Progreso en zijn in 1994 door president Carlos Salinas tot nationaal park uitgeroepen.

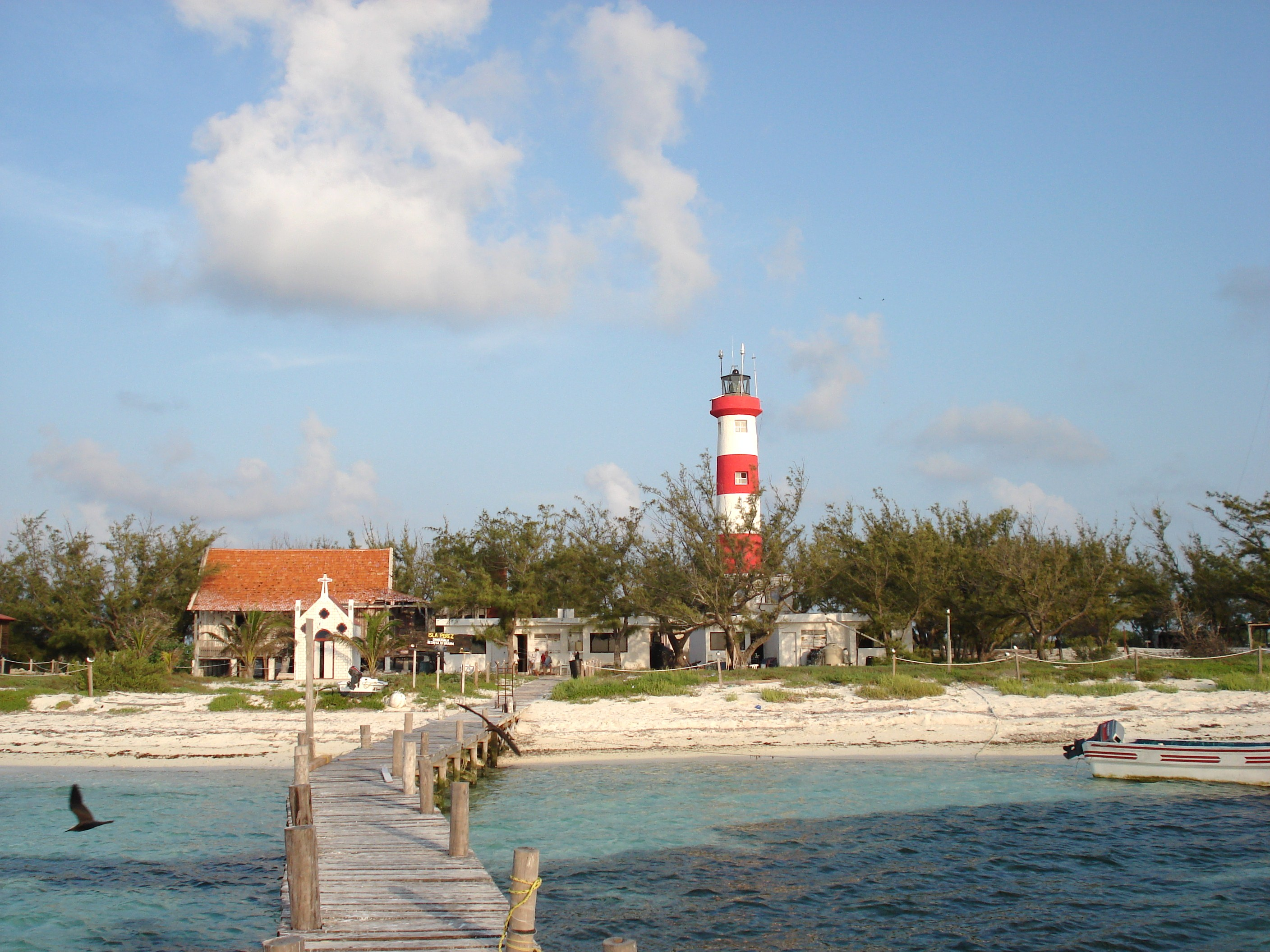
Pérez